# Mikojan-Gurevič MiG-1
Mikojan-Gurevič MiG-1 (rusko Микоян-Гуревич МиГ-1) je bilo sovjetsko lovsko letalo druge svetovne vojne. Čeprav ni bilo lahko za upravljanje, so iz njega izvedli MiG-3, ki se je izkazal kot zmogljivo lovsko-prestrezniško letalo na velikih višinah in v svet ponesel ugled svojih izdelovalcev.